# 541
541(오백사십일)은 540보다 크고 542보다 작은 자연수다.

## 수학
- 100번째 소수다. 앞의 소수는 523, 다음 소수는 547이다.
- 피타고라스 삼조의 빗변의 길이이다. ({\displaystyle 341^{2}+420^{2}=541^{2}})[a]

## 과학
- NGC 541(영어판): 고래자리에 있는 렌즈형은하.
- 541 드보라(영어판): 소행성.

## 교통

### 항공
- 필리핀 항공 541편 추락 사고(영어판)

### 철도
- 수도권 전철 5호선 마장역의 역번호.

## 문화재
- 대한민국의 보물 제541호: 홍천 물걸리 석조여래좌상
- 대한민국의 사적 제541호: 부안 죽막동 유적

## 스포츠
- 5-4-1: 축구의 포메이션의 하나.

## 방송
- KT HCN의 CTS 기독교TV 채널 번호.

## 기타
- 연도: 541년, 기원전 541년
- 젠센 541(영어판): 젠센 모터스(영어판)의 자동차.